# Hélène Boucher
Pour les articles homonymes, voir Boucher.
Ne doit pas être confondu avec Hélène Bouchez.
Hélène Boucher, née le 23 mai 1908 à Paris 14e et morte le 30 novembre 1934 à Guyancourt, est une aviatrice française qui a battu plusieurs records du monde de vitesse au début des années 1930. Elle meurt lors d'un vol d'entraînement sur l'aérodrome de Guyancourt.

## Biographie

### Jeunesse
Hélène Antoinette Eugénie Boucher est la fille de Léon Boucher, architecte parisien, et de Élisabeth Hélène Dureau. Dès son enfance, elle reçoit le surnom de Léno qu'elle conservera toute sa vie. Pendant la Première Guerre mondiale, elle quitte Paris avec sa famille. Dans la propriété familiale de Boigneville, près de Yermenonville, en Eure-et-Loir, elle collectionne alors les photos d'aviateurs et les articles sur les avions. Adolescente, elle part en Angleterre pour apprendre l’anglais, qu'elle maîtrise parfaitement à son retour. Elle cultive une passion pour la littérature anglaise, notamment Charles Dickens.
De retour dans l'appartement familial au 169 rue de Rennes à Paris, elle entre au lycée Montaigne puis au collège Sévigné, premier établissement secondaire laïque pour jeunes filles créé en France et où elle rencontre son amie et confidente de toujours, Dolly Van Dongen, la fille du peintre Kees van Dongen.
Elle passe son baptême de l'air le 4 juillet 1930 à Orly avec Henry Le Folcalvez, à l'âge de 22 ans. Quelques semaines plus tard, elle décide de devenir aviatrice afin de conjurer la mort d'un ami de son frère, le sergent-pilote Jean Huber. Ce dernier, basé à l'école d'Istres, est tombé dans son avion en flammes, dans l'Hérault,  le 1er août 1930. Henri Farbos, pilote français (fondateur de l'aéroclub des Landes de Mont-de-Marsan en 1928) propose à Hélène Boucher de passer son brevet de pilote au sein de son Aéro-Club des Landes.

### L'aviatrice

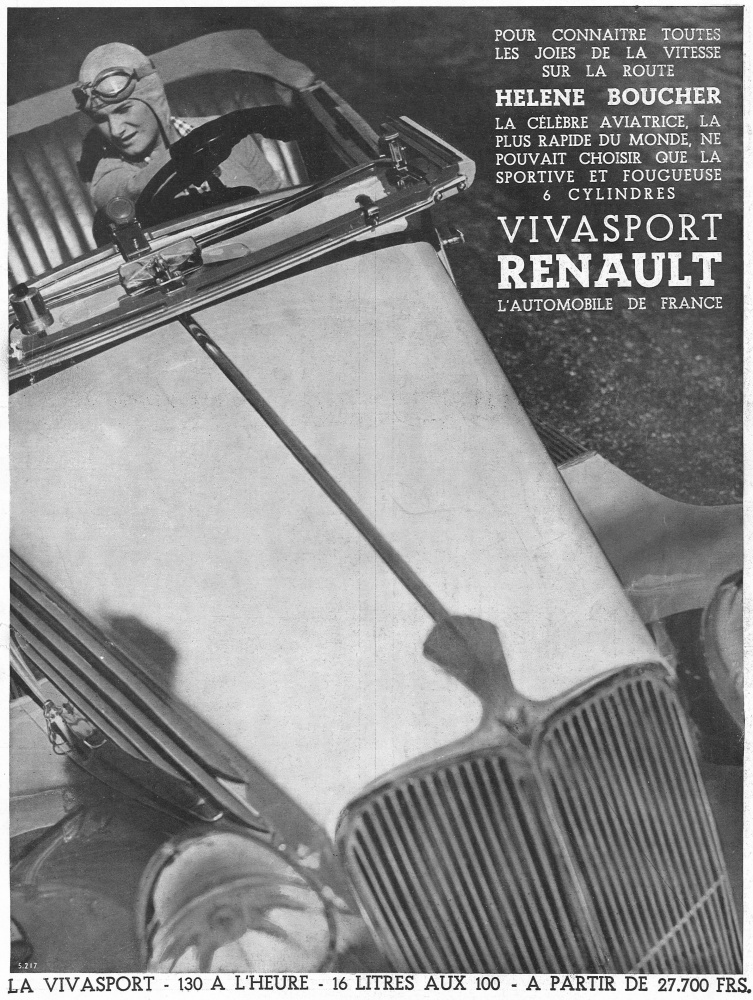
Hélène Boucher au volant de la Vivasport à 6 cylindres. Réclame de la société Renault de 1934.

Elle prend son premier cours de pilotage en mars 1931 avec Henri Liaudet, et obtient son brevet de pilote de tourisme le 21 juin 1931 puis, après avoir cumulé 100 heures de vol et réalisé un vol de nuit, son brevet de pilote professionnel de transport public en juin 1932 (elle devient ainsi la quatrième en France à le décrocher après Adrienne Bolland, Maryse Bastié et Maryse Hilsz,). Elle s'achète aussitôt un petit avion d'occasion. Dès juillet 1932, elle participe au rallye aérien Caen - Deauville[citation nécessaire]. Son avion mal préparé tombe en panne et elle doit se poser dans l'urgence. L'avion reste accroché dans les branches d'un arbre, mais Léno s'en sort sans blessures.
Elle poursuit ses participations aux manifestations : le raid Paris - Saïgon au début de l'année 1933 dont René Chambe publie le journal de bord dans la biographie qu'il lui consacre, puis les 12 heures d'Angers en juillet 1933 (avec Edmée Jarlaud comme passagère, elle termine 14e au classement général et est la première femme à franchir la ligne d'arrivée). Le 2 août, elle remporte son premier record du monde: celui d'altitude féminin pour avion léger deuxième catégorie, avec 5 900 mètres à bord de son avion Mauboussin Corsaire à moteur Salmson 60 ch.
En septembre 1933, elle se lance dans l'acrobatie aérienne. Le pilote d'essai et champion de voltige Michel Détroyat, son moniteur, déclare au terme de sa formation : « Dans quelques mois, elle sera la meilleure acrobate du monde ! ». Au Petit Palais, face au Salon de l'Aviation du Grand Palais, Hélène Boucher raconte le 28 novembre 1933 ses Impressions d'acrobatie aérienne avec son instructeur, en vue de sa première prestation prévue pour le prochain match Fieseler - Détroyat.
En 1934, elle s'engage avec les aviatrices Maryse Bastié et Adrienne Bolland dans le combat féministe et devient militante pour le vote des Françaises au côté de Louise Weiss,.
En juin 1934, Hélène Boucher signe un contrat avec la nouvelle société Caudron-Renault. C'est François Lehideux, administrateur délégué de Renault de l'époque, qui décide de son embauche pour tester la maniabilité de ses appareils. Avec ce contrat elle obtient, outre un salaire assurant son indépendance financière, des moyens techniques lui permettant de donner le meilleur d'elle-même.
Le 8 juillet 1934, elle se classe seconde aux 12 Heures d'Angers. Elle a piloté seule son Caudron-Rafale douze heures d'affilée, alors que les vainqueurs, Lacombe et Trivier, se sont relayés. Au passage, elle a battu le record du monde des 1 000 km pour avions légers.
Le 8 août 1934, aux commandes d'un Caudron-Renault monoplan de 140 ch, Hélène Boucher enlève d'une part le record international de vitesse toute catégorie sur 100 km à 412 km/h ; et, d'autre part, le record des 1 000 km à la moyenne de 409 km/h (Maurice Arnoux détenait l'ancien record avec 393 km/h). Le 11 août, elle s'adjuge le record du monde féminin à 445 km/h,,.
Par ailleurs, la société Renault est sous contrat avec Hélène Boucher pour promouvoir sa voiture sport de prestige, la Vivasport 6 cylindres. C'est Marcel Riffard, chef du bureau d'études Caudron-Renault et concepteur du Caudron Rafale, qui a dessiné la Renault Viva Grand Sport (appelée « Vivastella Grand Sport » avant 1935).

### L'accident mortel

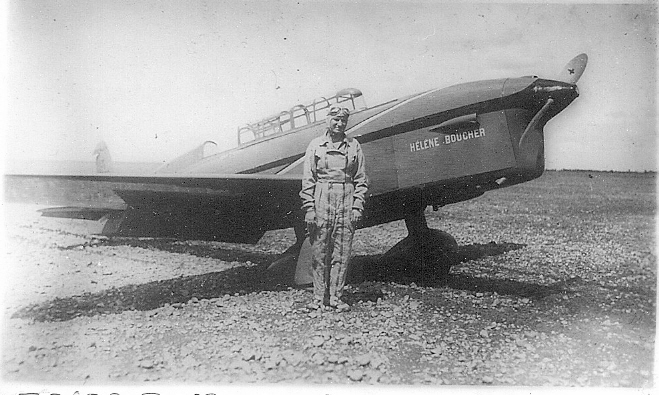
Hélène Boucher devant son Caudron modèle rafale.

Le 30 novembre 1934, Hélène Boucher se tue lors d'un vol d'entraînement sur l'aérodrome de Guyancourt aux commandes d'un Caudron C.430 Rafale,.

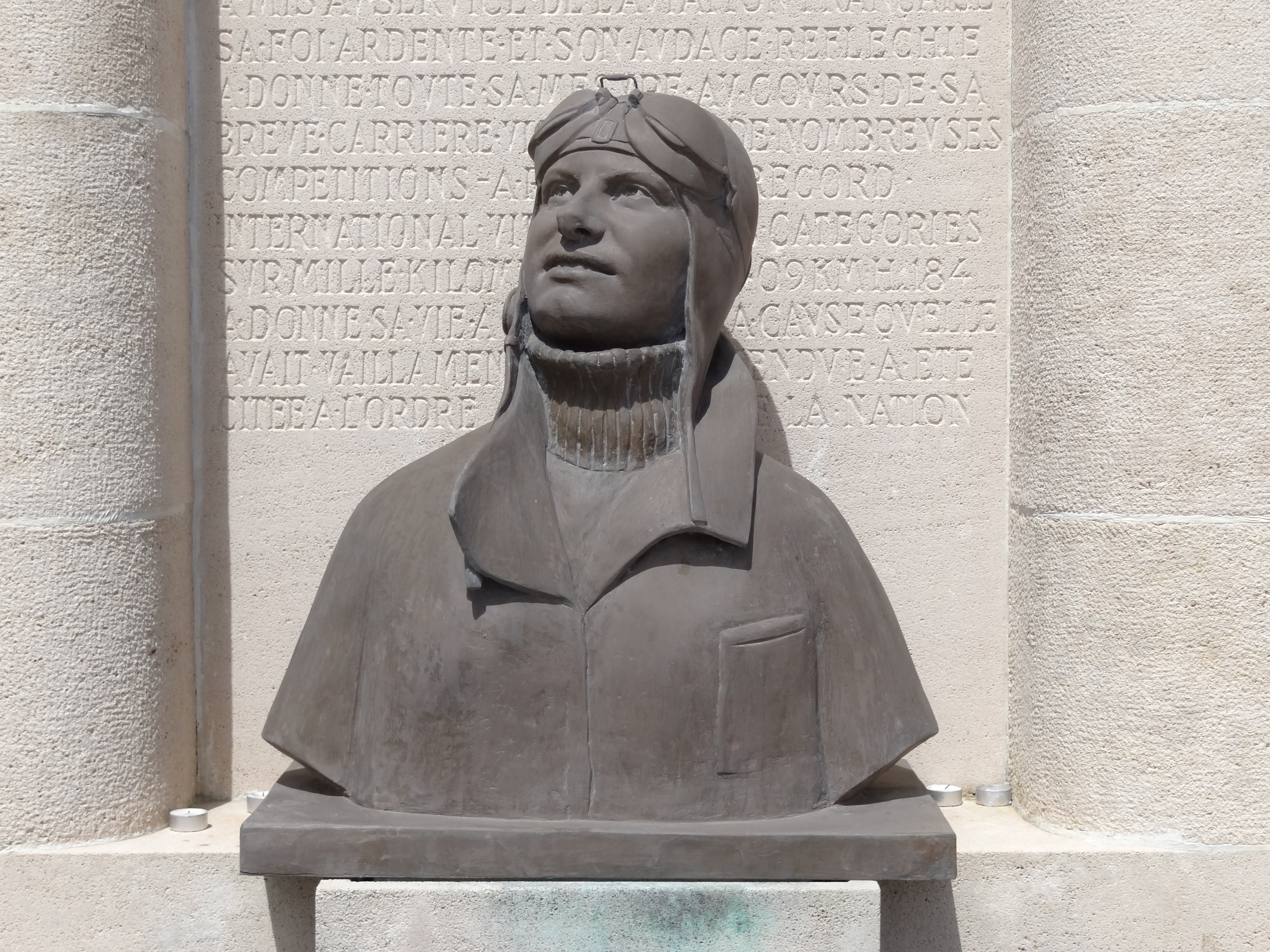
Le buste d'Hélène Boucher sur son tombeau à Yermenonville.

La presse évoque une perte de vitesse à l'atterrissage et un oubli possible que les commandes sont inversées : l'avion accroche la cime des arbres au-dessus de la forêt de la Croix du Bois de Magny-les-Hameaux et s'écrase près de la route de la Butte aux Chênes à Brouessy, non loin de la demeure familiale de l'aviateur Henri Farman (une petite stèle indique l'emplacement de l'accident).
Ce sont les pilotes Raymond Delmotte, Fouquet et Goury, témoins de l'accident, qui arrivent les premiers sur les lieux. Hélène Boucher, gravement blessée, est évacuée vers l'hôpital de Versailles. Elle meurt dans l'ambulance dans la côte de Satory, à Guyancourt.
Avant d'être inhumée au cimetière de Yermenonville, commune d'Eure-et-Loir où elle passa sa jeunesse, un hommage national lui est rendu à la cathédrale Saint-Louis-des-Invalides à Paris. Son cercueil est exposé pendant deux jours. Elle est la première femme à recevoir un tel honneur.

## Hommages

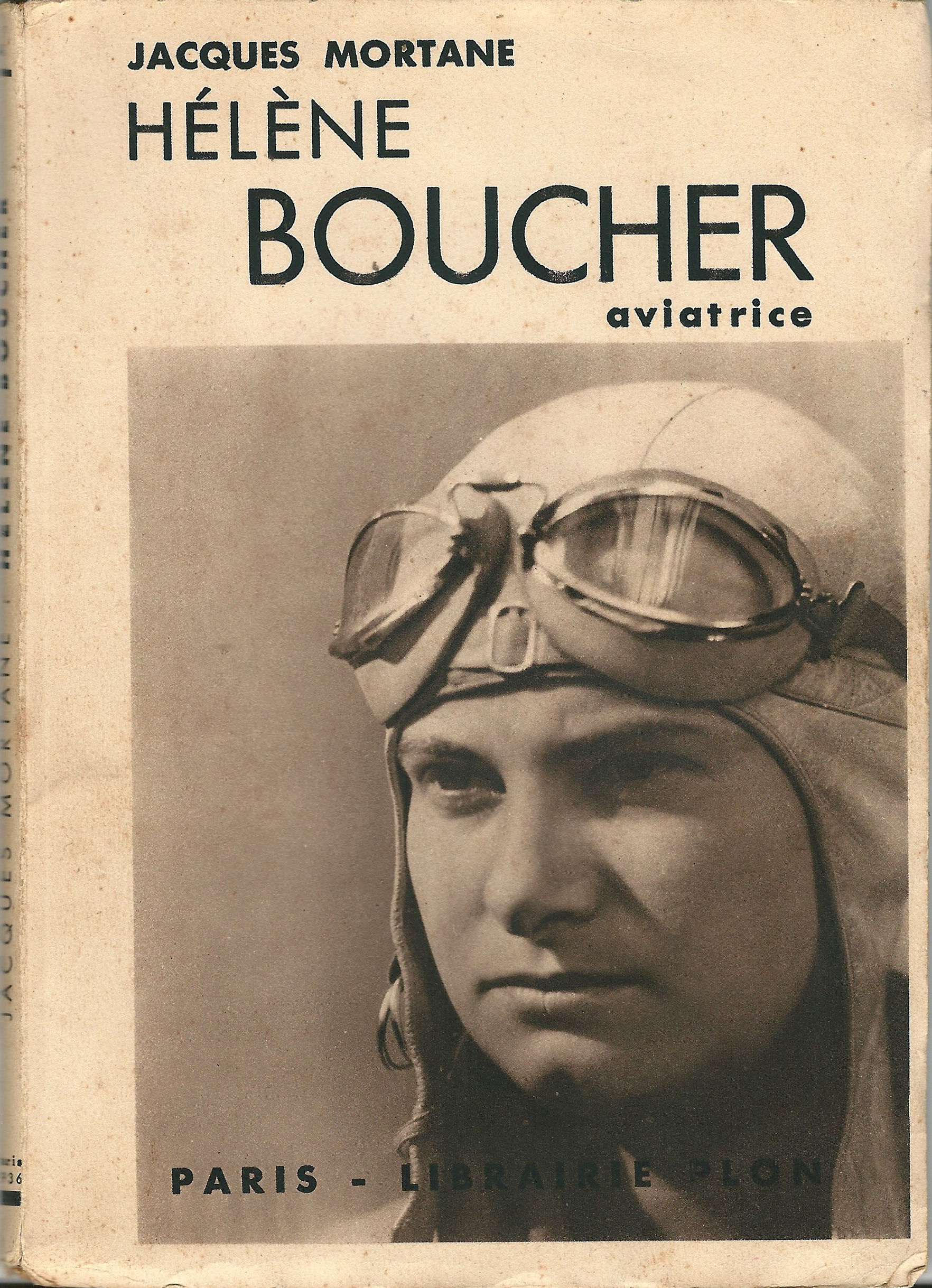
Couverture du livre de Jacques Mortane sur Hélène Boucher (1936).

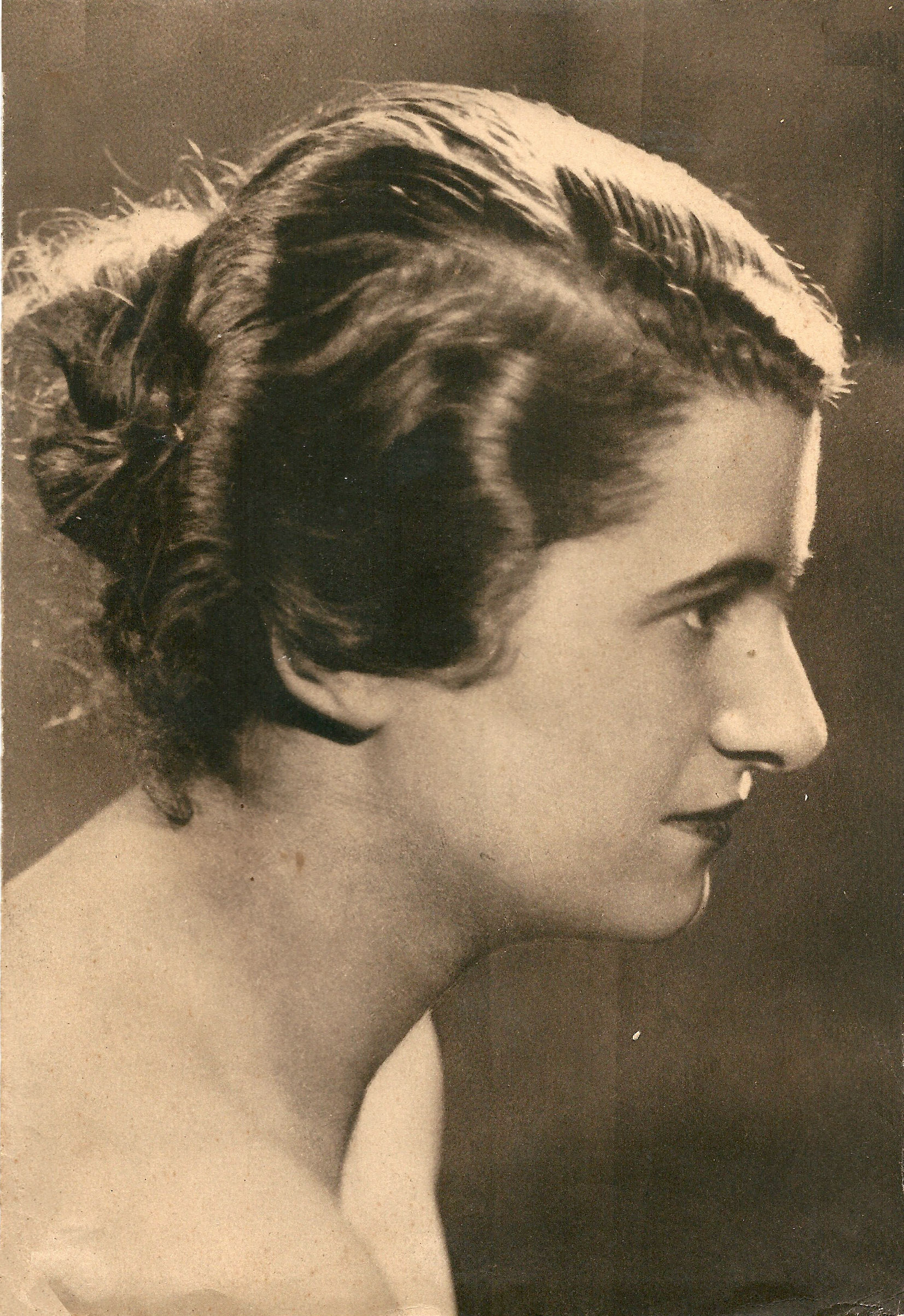
Hélène Boucher, en quatrième page de couverture.

- En 1934, elle est lauréate du Prix Monique Berlioux de l'Académie des sports, en tant que femme à la performance sportive la plus remarquable de l’année écoulée[1].
- Hélène Boucher est décorée, à titre posthume, de la Légion d'honneur[20] avec la citation suivante :

| « Pilote aviatrice : 3 ans de pratique professionnelle. » « Pilote de haute classe, a mis au service de l'aviation française sa foi ardente et son audace réfléchie. » « A donné toute sa mesure au cours de sa brève carrière. » « Victorieuse de nombreuses compétitions, a ramené six records à la France, en particulier le record international vitesse toutes catégories sur 1 000 km avec 409 km/h. » « A donné sa vie à la cause qu'elle avait vaillamment défendue. » « A été citée à l'ordre de la nation. » |
- Le 2 décembre 1934, le Journal officiel publie le texte de citation à l'ordre de la Nation, rédigé par René Chambe, collaborateur du ministre de l'Air Victor Denain :

| « Pilote aviatrice, personnifie la jeune fille française : modestie, simplicité, vaillance. Pilote de grande classe qui a conquis en peu de temps les records les plus enviés, grâce à son habileté et à son audace réfléchie. A donné sa vie pour l'aviation. » |
- Dans les années suivant sa mort (au moins en 1935 et 1936), une compétition d'aviation féminine porte son nom : la coupe Hélène Boucher (remportée par Maryse Hilsz les deux premières années)[21].
- Un film biographique, Horizons sans fin, avec Gisèle Pascal dans le rôle d'Hélène Boucher, sort en 1953.
- La Poste française a émis, en 1972, un timbre à l'effigie d'Hélène Boucher et de Maryse Hilsz (Prix Monique Berlioux de l'Académie des sports en 1936).
- De nombreux équipements publics, voies, établissements d'enseignement portent son nom[Notes 4].
- À Garchizy, une allée porte son nom.
- Une sculpture d'Hélène Boucher (réalisée par l'artiste Camille Toutée Bonhomme) est inaugurée le 30 novembre 2014 à Voisins-le-Bretonneux.
- Un documentaire consacré à Hélène Boucher sort en 2022 : Léno par Hélène Boucher de Mike Baudoncq (La boîte à songes / France Télévisions).
- Depuis 2022, un boulevard à côté de l'aérodrome de Haguenau porte son nom.